# Buotus carolinus
Buotus carolinus är en mångfotingart som beskrevs av Chamberlin 1940. Buotus carolinus ingår i släktet Buotus och familjen Tingupidae. Inga underarter finns listade i Catalogue of Life.